# Web-Index
Ein Web-Index (auch Suchindex oder Suchmaschinenindex) ist eine Datenbank – genauer: Ein Katalog der Inhalte des World Wide Web und anderer Dokumente, die über das Internet zugänglich sind – also eine Liste der Webseiten, Bilder, Videos, Dokumente und anderer Inhalte, die über das Internet aufrufbar sind. 
Diese Datenbank muss ständig aktuell gehalten werden – dies geschieht durch Software, die jede Website, auf die sie stößt, in den Index aufnimmt (oder einen dort schon vorhandenen Eintrag aktualisiert). Anschließend folgt sie allen darin enthaltenen Links und tut dort dasselbe. Eine solche Software wird als „Webcrawler“ bezeichnet. Der so gefüllte Web-Index erlaubt es anschließend einer Suchmaschine, Anfragen eines Anwenders in akzeptabler Zeit zu beantworten. 
Die vier umfangreichsten Web-Indizes werden von Google (USA), Bing (USA), Baidu (China) und Yandex (Russland) betrieben. In Europa gibt es Bestrebungen für einen offenen Web-Index. Im August 2025 veröffentlichten die europäischen Anbieter Ecosia und Qwant über ihr Joint Venture European Search Perspective den Web-Index Staan.